# Jefferson (Texas)
Jefferson és una població dels Estats Units a l'estat de Texas. Segons el cens del 2000 tenia 2.024 habitants.

## Demografia
Segons el cens del 2000, Jefferson tenia 2.024 habitants, 871 habitatges, i 544 famílies. La densitat de població era de 179,6 habitants/km².
Dels 871 habitatges en un 23,7% hi vivien nens de menys de 18 anys, en un 41,7% hi vivien parelles casades, en un 17,3% dones solteres, i en un 37,5% no eren unitats familiars. En el 34,6% dels habitatges hi vivien persones soles el 18,9% de les quals corresponia a persones de 65 anys o més que vivien soles. El nombre mitjà de persones vivint en cada habitatge era de 2,22 i el nombre mitjà de persones que vivien en cada família era de 2,86.
Per edats la població es repartia de la següent manera: un 21,8% tenia menys de 18 anys, un 6,8% entre 18 i 24, un 21,8% entre 25 i 44, un 24,9% de 45 a 60 i un 24,7% 65 anys o més.
L'edat mediana era de 45 anys. Per cada 100 dones de 18 o més anys hi havia 76,9 homes.
La renda mediana per habitatge era de 17.034 $ i la renda mediana per família de 26.250 $. Els homes tenien una renda mediana de 28.929 $ mentre que les dones 14.583 $. La renda per capita de la població era de 15.558 $. Aproximadament el 29,4% de les famílies i el 32,9% de la població estaven per davall del llindar de pobresa.

## Poblacions més properes
El següent diagrama mostra les poblacions més properes.